# Rafał Jakubowski (zm. przed 5 stycznia 1563)
Rafał Jakubowski herbu Topór (zm. przed 5 stycznia 1563 roku) – sędzia krakowski w latach 1560-1563, pisarz ziemski krakowski w latach 1555-1560, chorąży dworu królewskiego w latach 1550-1555, komornik graniczny krakowski w 1525 roku.
Poseł na sejm warszawski 1556/1557 roku, sejm piotrkowski 1558/1559 roku z województwa krakowskiego.
Był wyznawcą kalwinizmu.